# Prairie semi-naturelle
 (mars 2025).
Motif : notoriété du sujet?
- Archive Wikiwix
- Bing
- Cairn
- DuckDuckGo
- E. Universalis
- Gallica
- Google
- G. Books
- G. News
- G. Scholar
- Persée
- Qwant
- (zh) Baidu
- (ru) Yandex
- (wd) trouver des œuvres sur Wikidata

| 1. | Préciser le motif de la pose du bandeau. | Précisez le motif de la pose du bandeau en utilisant la syntaxe suivante : {{admissibilité à vérifier\|date=mars 2025\|motif=remplacez ce texte par le motif}}                              |
| 2. | Informer les utilisateurs concernés.     | Pensez à avertir le créateur de l'article, par exemple, en insérant le code ci-dessous sur sa page de discussion : {{subst:avertissement admissibilité à vérifier\|Prairie semi-naturelle}} |

 (mars 2025).
La mise en forme du texte ne suit pas les recommandations de Wikipédia : il faut le « wikifier ».
Les points d'amélioration suivants sont les cas les plus fréquents :
- Les titres sont pré-formatés par le logiciel. Ils ne sont ni en capitales, ni en gras.
- Le texte ne doit pas être écrit en capitales (les noms de famille non plus), ni en gras, ni en italique, ni en « petit »…
- Le gras n'est utilisé que pour surligner le titre de l'article dans l'introduction, une seule fois.
- L'italique est rarement utilisé : mots en langue étrangère, titres d'œuvres, noms de bateaux, etc.
- Les citations ne sont pas en italique mais en corps de texte normal. Elles sont entourées par des guillemets français : « et ».
- Les listes à puces sont à éviter, des paragraphes rédigés étant largement préférés. Les tableaux sont à réserver à la présentation de données structurées (résultats, etc.).
- Les appels de note de bas de page (petits chiffres en exposant, introduits par l'outil «  Source ») sont à placer entre la fin de phrase et le point final[comme ça].
- Les liens internes (vers d'autres articles de Wikipédia) sont à choisir avec parcimonie. Créez des liens vers des articles approfondissant le sujet. Les termes génériques sans rapport avec le sujet sont à éviter, ainsi que les répétitions de liens vers un même terme.
- Les liens externes sont à placer uniquement dans une section « Liens externes », à la fin de l'article. Ces liens sont à choisir avec parcimonie suivant les règles définies. Si un lien sert de source à l'article, son insertion dans le texte est à faire par les notes de bas de page.
- La présentation des références doit suivre les conventions bibliographiques. Il est recommandé d'utiliser les modèles {{Ouvrage}}, {{Chapitre}}, {{Article}}, {{Lien web}} et/ou {{Bibliographie}}. Le mode d'édition visuel peut mettre en forme automatiquement les références.
- Insérer une infobox (cadre d'informations à droite) n'est pas obligatoire pour parachever la mise en page.

Pour une aide détaillée, merci de consulter Aide:Wikification.
Si vous pensez que ces points ont été résolus, vous pouvez retirer ce bandeau et améliorer la mise en forme d'un autre article.
Une prairie semi-naturelle est un écosystème herbacé résultant d’une interaction entre l’activité humaine et le milieu naturel. Elle se distingue des prairies naturelles, qui évoluent sans intervention humaine, et des prairies artificielles, qui sont semées et entretenues par l’agriculture. Ces prairies jouent un rôle essentiel dans la préservation de la biodiversité, la production agricole durable et la protection des sols.

## Caractéristiques
Les prairies semi-naturelles présentent plusieurs caractéristiques fondamentales :
- Végétation spontanée et pérenne : elles ne sont pas labourées ni réensemencées , ce qui permet le maintien d’une flore spécifique adaptée aux conditions locales (sol, climat, altitude, pratiques agricoles).
- Développement d’une flore autochtone : ces milieux favorisent la présence d’espèces végétales endémiques ou adaptées à l’environnement local. Cette flore variée comprend souvent des graminées, des légumineuses et des plantes médicinales ou mellifères, qui enrichissent la biodiversité et fournissent un fourrage de qualité.
- Gestion extensive : elles sont entretenues par des pratiques agricoles traditionnelles telles que le pâturage modéré et la fauche, limitant l’apport d’intrants chimiques et favorisant l’équilibre écologique[2].
- Rôle écologique majeur : ces prairies constituent des habitats pour une faune diversifiée, contribuent à la séquestration du carbone et améliorent l’infiltration de l’eau dans les sols, réduisant ainsi l’érosion.

## Importance écologique et agricole
Les prairies semi-naturelles offrent plusieurs bénéfices :
- Biodiversité : elles abritent une grande variété d’espèces végétales et animales, y compris des insectes pollinisateurs et des oiseaux des milieux ouverts.
- Régulation des sols et de l’eau : elles limitent l’érosion et favorisent l’infiltration des eaux pluviales.
- Stockage du carbone : elles contribuent à la séquestration du CO₂ dans les sols.
- Valeur agricole : elles constituent une ressource fourragère de qualité pour l’élevage, en particulier pour les ruminants.

## Exemples en France

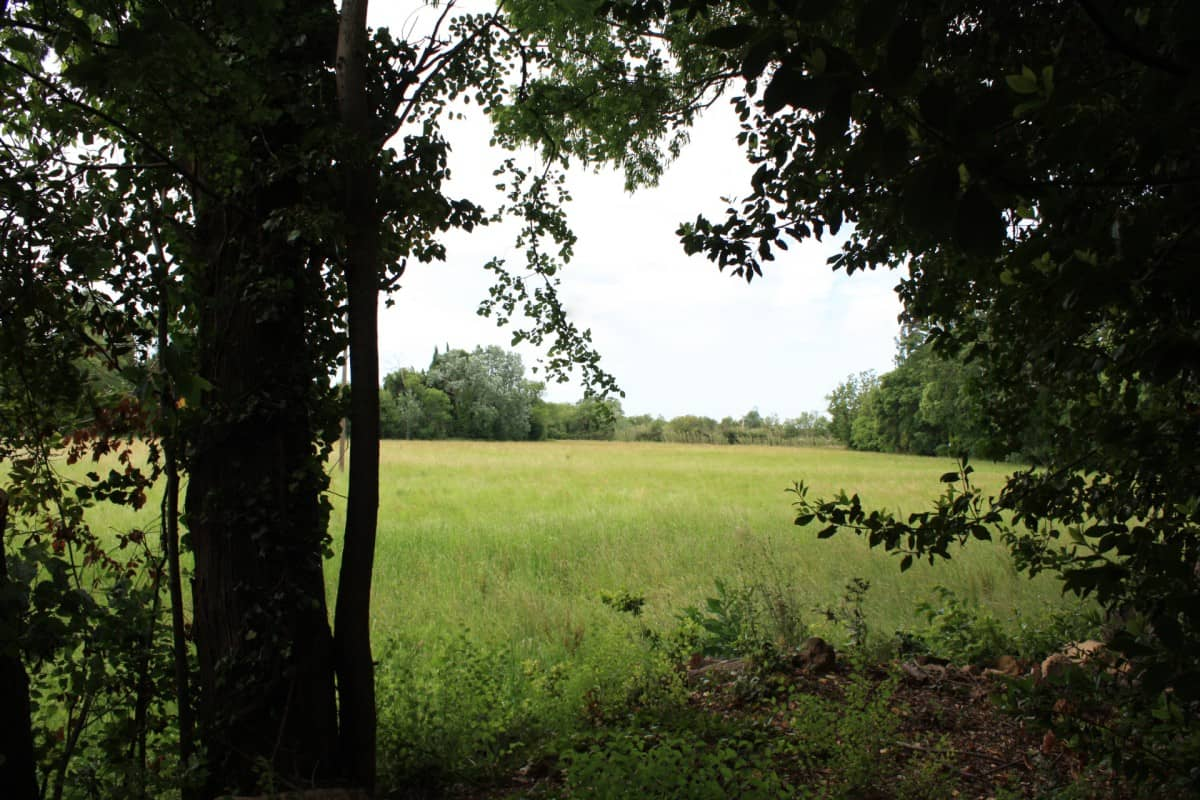
Prairie de foin de Crau AOC

### Les prairies de foin de Crau
L’un des exemples les plus emblématiques de prairie semi-naturelle en France est la plaine de la Crau, située en région Provence-Alpes-Côte d’Azur. Il s’agit d’un système unique en Europe, où les prairies irriguées, alimentées par un réseau de canaux dérivant l’eau de la Durance, permettent la production du foin de Crau. Ce foin, bénéficiant d’une Appellation d’Origine Protégée (AOP) depuis 1997, est réputé pour sa richesse nutritive et sa grande qualité, appréciée notamment dans l’alimentation des chevaux de sport.
La gestion extensive de ces prairies, basée sur la fauche et le pâturage modéré, permet de maintenir un écosystème riche en biodiversité, comprenant des espèces rares comme le Rollier d’Europe ou la Gagée de Crau.

### Les prairies du Massif central
Le Massif central abrite de nombreuses prairies semi-naturelles exploitées pour l’élevage extensif. Elles se caractérisent par une grande diversité floristique, incluant des graminées et des légumineuses, qui assurent un fourrage équilibré pour les bovins et ovins. Ces prairies sont essentielles à la production de fromages sous AOP, tels que le Cantal, le Bleu d’Auvergne et le Laguiole.

## Enjeux et menaces
Les prairies semi-naturelles sont aujourd’hui menacées par plusieurs facteurs :
- Intensification agricole : l’augmentation des fertilisants ( en particulier les fertilisants azotés) et le remplacement par des cultures plus productives entraînent une perte de biodiversité.
- Abandon des pratiques pastorales : la déprise agricole, en particulier dans les zones de montagne, favorise l’embroussaillement et la fermeture des milieux.
- Artificialisation des sols : l’urbanisation et l’extension des infrastructures réduisent les surfaces de prairies.

Pour contrer ces menaces, des politiques de conservation sont mises en place, incluant des mesures agro-environnementales, des programmes de maintien des prairies permanentes et la valorisation de produits issus de ces milieux (comme le foin de Crau ou les fromages AOP).